# Atherigona maculigera
Atherigona maculigera är en tvåvingeart som beskrevs av Stein 1910. Atherigona maculigera ingår i släktet Atherigona och familjen husflugor. Inga underarter finns listade i Catalogue of Life.